# Titanic: Storhed og Fald
Titanic: Storhed og Fald (engelsk: Titanic: Blood and Steel) er en serie i 12 afsnit om konstruktionen og forliset af RMS Titanic. Det er den ene af to stort budgetterede dramaserier som har premiere i april 2012. Den anden er Titanic.
Serien havde premiere i Danmark og Tyskland d. 15. april 2012 og i Italien d. 22. april. Den officielle premiere i Storbritannien var d. 23. maj 2012. Det er planlagt at serien skal sendes i USA i efteråret 2012.

## Medvirkende
- Kevin Zegers som Dr. Mark Muir
- Derek Jacobi som Lord Pirrie
- Alessandra Mastronardi som Sofia Silvestri
- Chris Noth som J.P. Morgan
- Neve Campbell som Joanna

| Fjernsyn | Spire Denne artikel om et tv-program er en spire som bør udbygges. Du er velkommen til at hjælpe Wikipedia ved at udvide den. |